# Hermann Späth (Pfarrer)
Carl Hermann Späth (* 24. September 1824 in Nürtingen; † 17. November 1894 in Breslau) war ein deutscher evangelischer Pfarrer und Autor des protestantischen Liberalismus.

## Leben
Späth studierte von 1844 bis 1849 Evangelische Theologie in Tübingen. Er wurde zunächst Mitglied der Studentenverbindung Roigel und anschließend der Landsmannschaft Ghibellinia wurde.  1856 legte er das Examen in Stuttgart ab und trat nach 1860 seine erste Pfarrstelle in Gründelhardt an.
Entgegen den Wünschen des Oberkirchenrats des Großherzogtums Oldenburg wurde Späth auf Anregung freisinniger Kreise, des städtischen Kirchenrats und des Oldenburger Stadtrats zur Wahl für die Pfarrstelle an der Lambertikirche in Oldenburg zugelassen und entschied die Wahl 1869 für sich.
Späth stand freisinnigen Vereinigungen wie etwa dem Deutschen Protestantenverein nahe und befand sich dadurch in ständigem Konflikt mit den bekenntnistreuen Kreisen der Residenzstadt Oldenburg. 1870 verfasste er für den städtischen Kirchenrat eine Petition, die die bisherige undemokratische Kirchenverfassung angriff und direkte Wahlen zur Landessynode, Erweiterung des Pfarrwahlrechts der Gemeinden und Garantie der Glaubens- und Lehrfreiheit forderte. 1872 gründete er den liberalen Evangelischen Predigerverein, um „im Kampfe gegen die rückwärtsdrängenden Mächte das Christentum mit der gesamten Kulturentwicklung auszugleichen“.
1877 wurde er schließlich Pastor primarius an St. Elisabeth in Breslau und zum dortigen städtischen Kircheninspektor gewählt. Hier wirkte Späth entscheidend an der Umbildung der städtischen evangelischen Kirchenverfassung, der Ablösung des städtischen Patronats mit und gründete den Verband evangelischer Kirchengemeinden als Träger der kirchlichen Selbstverwaltung.

## Schriften
- Welt und Gott. Grundzüge einer die Gesetze der neuen Zeit in sich verarbeitenden Weltanschauung. Berlin 1867.
- Die Bekenntnistreuen. Berlin 1870.
- Protestantische Bausteine. Leben und Wirken des Heinrich Krause. Berlin 1873.
- Samenkörner der Wahrheit. Eine Darlegung der Grundwahrheiten des Christentums in zweiunddreißig Predigten. Oldenburg 1875.
- Luther und seine Werke. Oldenburg 1876.
- Die drei Grundideen einer gesunden Weltanschauung. Oldenburg 1877.
- Theismus und Pantheismus. Oldenburg 1878.
- Sei getreu. Ein Wort auf den Lebensweg für Neukonfirmierte. Oldenburg 1875.